# Christian Friedrich Schubert
Christian Friedrich Schubert (* 8. November 1808 in Ehrenfriedersdorf, Erzgebirge; † 4. Juni 1874 in Teplitz) war ein deutscher Lehrer und Politiker.

## Leben und Wirken
Schubert besuchte 1826/27 die Bergschule in Annaberg und studierte anschließend von 1827 bis 1830 an der Bergakademie Freiberg. Er trat in den Schuldienst ein. Von 1830 bis 1835 war er als Mathematiklehrer am Lyzeum in Annaberg tätig, dann von 1835 bis 1874 als Lehrer, später Oberlehrer am Gymnasium, das 1843 in eine Progymnasial- und Realschulanstalt umgewandelt wurde. 1837 begründete er die Annaberger Gewerbeschule mit, deren Direktorat er 1843 übernahm.
Seit 1831 gehörte er dem Gewerbeverein in Annaberg an, dessen Vorsteher er seit 1836 war. 1847 wurde er gar dessen Direktor. Er war seit 1834 zudem der Herausgeber und Redakteur des Gewerbeblatts für Sachsen (der späteren Deutschen Gewerbezeitung) sowie seit 1847 auch der Anonyma (beide mit Druckort Annaberg). 1848 gehörte der Schubert-Kommission des sächsischen Innenministeriums zur zeitgemäßen Gestaltung der gewerblichen Verhältnisse in Dresden an. Politisch vertrat er vom 10. bis 26. Mai 1849 als fraktionsloser Abgeordneter den 15. Wahlkreis des Königreichs Sachsen in der Frankfurter Nationalversammlung. Ab 1851 fungierte er als Schriftführer des Annaberger Revierausschusses. Anschließend war er von 1859 bis 1868 für den 11. städtischen Wahlbezirk stellvertretender Abgeordneter in der II. Kammer des Sächsischen Landtags, nach der Wahlreform von 1868 war er Abgeordneter für den 19. städtischen Wahlkreis.

## Ehrungen
1853 erhielt Schubert von der Universität Jena eine Ehrenpromotion. In Anerkennung seiner Verdienste um das Gewerbewesen und auf Anlaß des vor Kurzem stattgehabten fünfundzwanzigjährigen Jubiläums seiner Vorstandschaft bei dem Gewerbevereine zu Annaberg wurde ihm 1862 das Ehrenkreuz des sächsischen Verdienstordens verliehen.